# Shaun Kirkham
Shaun Kirkham, né le 24 juillet 1992 à Hamilton, est un rameur d'aviron néo-zélandais spécialiste du huit.

## Palmarès

### Jeux olympiques
- 2020 à Tokyo,  Japon
  -  Médaille d'or en huit[1]